# 台藝之聲
臺藝之聲（VOTA）為國立台灣藝術大學的實習廣播電台，位於台灣新北市板橋區，1999年由國立台灣藝術大學廣播電視學系創立，做為學生電台實作與節目企劃之平台。
台藝之聲的收聽頻率為FM 88.3，服務範圍主要為板橋浮洲地區，同時採用線上收聽的方式。台北市區地勢較為西側平坦的地區，如中正區、萬華區也可接收到溢波。大直區
沿革
民國88年-
經教育部經費補助建置小功率學生實習電台—國立台灣藝術大學教育實習電台，發射頻率FM88.3,提供學生在校實習機會，為實務工作確實扎根。
民國94年-
隸屬於傳播學院「數位影音製播中心」。
民國98年-
更新自動播出系統；播出製作及排程工作電腦更新，採用業界廣泛使用之RCS自動播出系統。
民國100年-
搬遷至影音大樓十樓
現況
台藝之聲由廣播電視學系二年級擔任每一屆電台經營者，並在校內招募節目主持、音樂DJ以及新聞主播。定期製播各時段廣播節目及週一至週五午間與晚間10分鐘現場新聞以及中午、晚間、深夜之音樂DJ LIVE。
開臺至今，陸續完成開臺慶、聖誕節Open Studio、金聲盃等等的活動。除此之外，也致力於線上社群與校外交流的推廣活動，讓更多人能聽見「臺藝之聲」。致力於製作優質廣播節目，不停改進並且堅持創新。
各組介紹
節目組：製作5-30分鐘戲劇類、談話類等等各式廣播節目。
新聞組：播報當天即時各類新聞時事。
音樂組：DJ播放、介紹各種曲風和新鮮的音樂。
活動和專案
開台慶：各學年初舉辦、由電台幹部帶領台藝學生認識電台運作和內容。
耶誕傳情：每年聖誕節時舉辦、音樂組DJ們會開放台藝學生自由點歌並留下祝福話語，和聽眾們共度溫暖的聖誕節。

## 外部連結
- 台藝之聲 （页面存档备份，存于）
- 台藝之聲街聲